# 2001년 아시안 슈퍼컵
2001년 아시안 슈퍼컵은 아시안 슈퍼컵의 7번째 대회이다. 대한민국의 수원 삼성 블루윙스가 2000-01년 아시안 클럽 챔피언십의 우승팀 자격으로, 사우디아라비아의 알샤바브가 2000-01년 아시안 컵위너스컵의 우승팀 자격으로 대회에 참가했다. 수원 삼성 블루윙스가 알샤바브를 1,2차전 합계스코어 4-3으로 꺾고 아시안 슈퍼컵 트로피를 가져갔다. 이 대회 2차전에서 원정 팀인 수원 삼성의 서정원이 두 골을 기록하면서 이 대회 MVP와 AFC 8월의 선수상을 수상했다.

## 경기
| 팀 1               | 합계 | 팀 2     | 1차전 | 2차전 |
| ------------------ | ---- | -------- | ----- | ----- |
| 수원 삼성 블루윙스 | 4-3  | 알샤바브 | 2-2   | 2-1   |

### 1차전
| 수원 삼성 블루윙스      | 2 – 2 | 알샤바브            |
| ----------------------- | ----- | ------------------- |
| 데니스 26′ · 산드로 55′ |       | 셰한 14′ · 하시 86′ |

### 2차전
| 알샤바브     | 1 – 2 | 수원 삼성 블루윙스      |
| ------------ | ----- | ----------------------- |
| 알와케드 48′ |       | 서정원 49′ · 서정원 57′ |